# شهرستان فونتانا
شهرستان فونتانا (به لاتین: Funtana) یک منطقهٔ مسکونی در کرواسی است که در شهرستان ایستریا واقع شده‌است. شهرستان فونتانا ۸۳۱ نفر جمعیت دارد.